# Hieronim Dekutowski

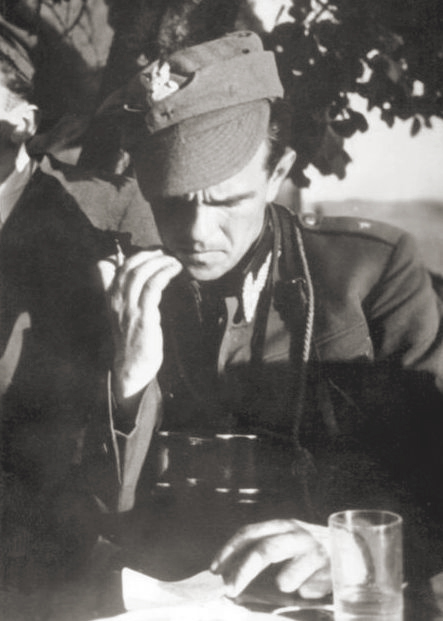
Hieronim Dekutowski "Zapora" w 1945 roku

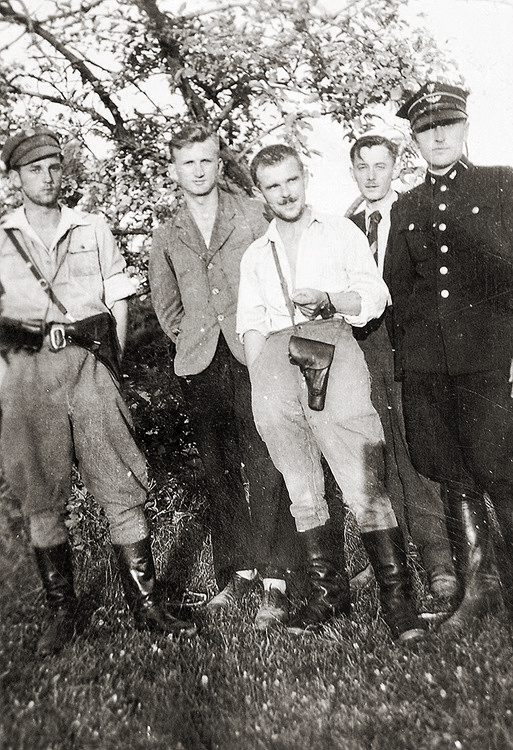
Hieronim Dekutowski (pośrodku) z żołnierzami swego oddziału

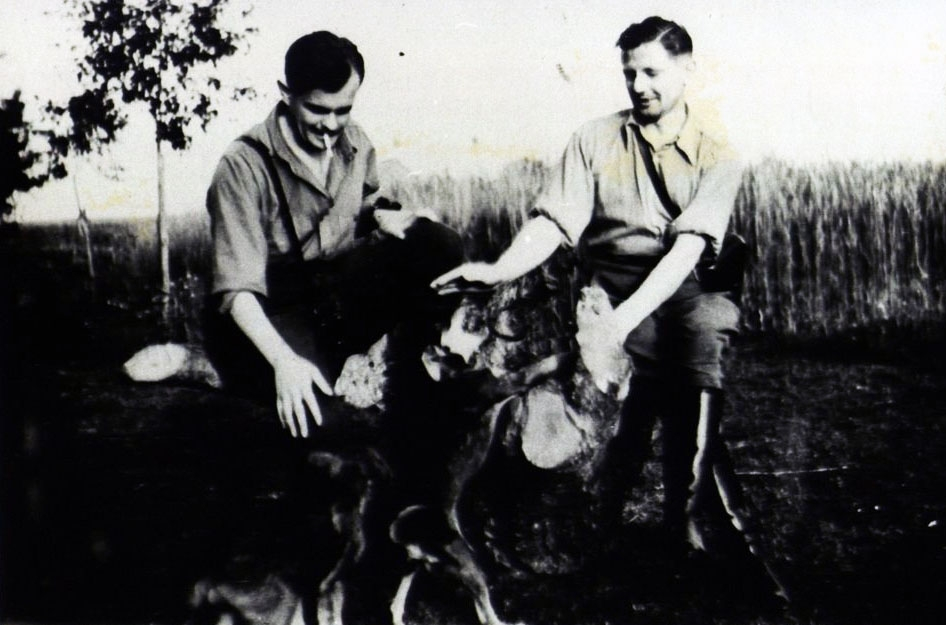
Hieronim Dekutowski i Zdzisław Broński w 1947

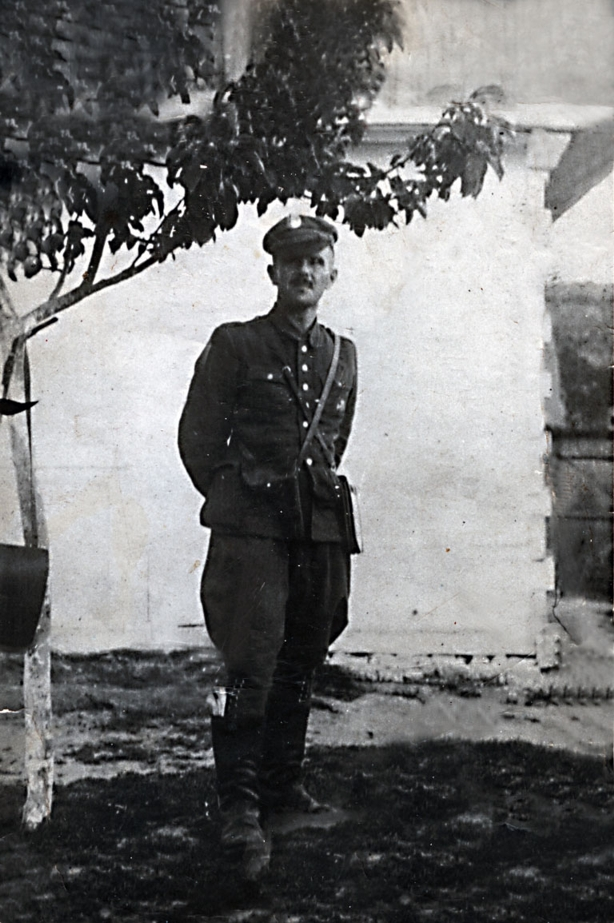
Hieronim Dekutowski 1946

Hieronim Kazimierz Dekutowski, ps. Zapora, Odra, Reżu, Stary, Henryk, Zagon, Mieczysław, Piątek (ur. 24 września 1918 w Dzikowie, zm. 7 marca 1949 w Warszawie) – major Polskich Sił Zbrojnych, cichociemny, dowódca oddziałów partyzanckich Armii Krajowej, Delegatury Sił Zbrojnych na Kraj i Zrzeszenia Wolność i Niezawisłość.

## Życiorys

### Młodość
Był najmłodszym z dziewięciorga dzieci Jana Henryka Dekutowskiego, blacharza, członka PPS i piłsudczyka. Matka, Maria z Sudackich, nie pracowała zawodowo, więc mogła poświęcić się wychowaniu dzieci i działalności społecznej. W domu panowała atmosfera patriotyczna, pamiętano zarówno o tradycji Legionów Polskich, jak i też o wojnie polsko-bolszewickiej 1919–1920, w której brał udział najstarszy z jego braci Józef Dekutowski. W latach 1930–1938 uczęszczał do Państwowego Gimnazjum i Liceum im. Hetmana Jana Tarnowskiego w Tarnobrzegu. Jednocześnie należał do I Drużyny Harcerzy im. generała Jana Henryka Dąbrowskiego, a następnie do II Wodnej Drużyny Harcerzy im. generała Mariusza Zaruskiego, gdzie był drużynowym. Był też członkiem Sodalicji Mariańskiej. Od lutego 1938 pełnił funkcję drugiego przybocznego hufcowego do spraw opieki nad kronikami i izbami pamięci harcmistrza Ignacego Płonki. Po ukończeniu szkoły, w maju 1938, i nieudanym egzaminie maturalnym, pracował jako kreślarz w lasach hrabiego Artura Tarnowskiego w Budzie Stalowskiej. Maturę ostatecznie zdał 19 maja 1939 i zamierzał studiować we Lwowie, co uniemożliwiła mu agresja Niemiec i ZSRR na Polskę.

### Kampania wrześniowa 1939 i przedostanie się na Zachód
Na początku września 1939 ewakuował się wraz z siostrą do Lwowa. Nie są pewne przekazy na temat jego udziału w kampanii wrześniowej. Najprawdopodobniej wstąpił do wojska jako ochotnik i walczył w obronie Lwowa. Potem, po agresji ZSRR na Polskę przeszedł 17 września 1939 na Węgry, gdzie został internowany. Po brawurowej ucieczce z obozu, przez Jugosławię i Włochy, przedostał się, w listopadzie 1939, do Francji, gdzie zgłosił się do odtwarzanej Armii Polskiej. Otrzymał przydział do 4 pułku strzelców pieszych 2 Dywizji Strzelców Pieszych. Od stycznia do kwietnia 1940 przebywał w szkole podoficerskiej, po której ukończeniu został awansowany do stopnia starszego strzelca. Od maja uczęszczał do Szkoły Podchorążych Piechoty w Camp de Coëtquidan, ale szkolenie przerwało rozpoczęcie działań wojennych kampanii francuskiej. Walczył w szeregach 2 Dywizji Strzelców Pieszych, na wzgórzach Clos–du–Doubs, potem – wobec klęski Francji – przeszedł granicę Szwajcarii i okrężną drogą dotarł do Wielkiej Brytanii. Do 6 stycznia 1941 służył w III batalionie I Brygady Strzelców jako karabinowy. Następnie szkolił się w Szkole Podchorążych Piechoty, którą ukończył z wyróżnieniem. Jako prymus otrzymał z rąk wicepremiera Stanisława Mikołajczyka oficerski kordzik. Został przydzielony do plutonu czołgów w 3 Batalionie 1 Brygady Strzelców, a następnie 1 Samodzielnej Brygady Spadochronowej. 24 kwietnia 1942 zgłosił się ochotniczo na przeszkolenie dywersyjne do służby w kraju. 4 marca 1943 został zaprzysiężony jako cichociemny w Audley End przez ppłk. dypl. Michała Protasewicza ps. Rawa. Równocześnie otrzymał awans do stopnia kaprala podchorążego i przydział do Sekcji Szkolnej Ośrodka Radiowego Sztabu Naczelnego Wodza.

### Służba w Armii Krajowej
W nocy z 16 na 17 września 1943, w ramach operacji o kryptonimie „Neon 1”, został zrzucony, wraz z kpt. dypl. Bronisławem Rachwałem ps. Glin i ppor. Kazimierzem Smolakiem ps. Nurek, do okupowanej Polski, na placówkę „Garnek” 103 (okolice Wyszkowa). Rozkazem Naczelnego Wodza z 30 października tego roku, awansowano go do stopnia podporucznika rezerwy. Otrzymał przydział do Kedywu Okręgu AK „Lublin”. Początkowo był oficerem w oddziale partyzanckim Tadeusza Kuncewicza ps. Podkowa. Kwaterował w rejonie Hoszni Ordynackiej, skąd przeprowadził kilka udanych akcji, nie tylko osłaniających ludność Zamojszczyzny, ale nawet – nocą z 4 na 5 grudnia – spacyfikował wieś Źrebce pod Szczebrzeszynem, zabijając kilku niemieckich kolonistów. W partyzanckich kryjówkach przechowywał i uratował wielu Żydów, ściganych przez Niemców, przeprowadził też wiele akcji likwidowania konfidentów. Następnie objął dowództwo skadrowanej 4 kompanii w 9 pułku piechoty Legionów AK w Inspektoracie Rejonowym AK „Zamość”. Atakował uzbrojone wsie niemieckich osadników, walczył z wojskiem, likwidował niemieckich konfidentów, pomagał ukrywającym się Żydom, zwalczał bandytyzm. W styczniu 1944 został szefem Kedywu w Inspektoracie Rejonowym AK Lublin-Puławy i jednocześnie dowódcą oddziału dyspozycyjnego Kedywu (OP 8). Dzięki połączeniu sześciu niewielkich samodzielnych jednostek AK, operujących w różnych rejonach powiatów lubelskiego i puławskiego, stworzył najliczniejszy na Lubelszczyźnie oddział partyzancki typu lotnego. Według badaczy, jego oddział, między styczniem i lipcem 1944, przeprowadził, samodzielnie i wraz z oddziałem ppor. Mariana Sikory ps. Przepiórka, ponad 80 akcji zbrojnych przeciwko Niemcom, najwięcej spośród wszystkich jednostek okręgu lubelskiego. Jedna z takich akcji, pod Krężnicą Okrągłą, 24 maja 1944, miała charakter regularnej bitwy. Oddział „Zapory” zaatakował z zasadzki kolumnę transportową, złożoną z 16 samochodów niemieckich, częściowo wypełnionych żołnierzami, esesmanami i żandarmerią. Wroga wspierały nawet samoloty wywiadowcze, które wiązkami granatów i ostrzałem broni maszynowej atakowały partyzantów. Tylko części niemieckiej kolumny udało się wycofać. Na placu boju hitlerowcy zostawili około 50 zabitych oraz dużą ilość uzbrojenia. 17 lipca, w kolejnym boju, pod Kożuchówką, nie dał się pokonać, lecz niestety został ranny w rękę. Leczył się potem w Lublinie, Tarnogrodzie i w klasztorze w Borku Starym. Podczas akcji „Burza”, jego oddział, tworzący tym razem 1 kompanię odtworzonego 8 pułku piechoty Legionów AK, otrzymał zadanie objęcia ochrony sztabu Komendy Okręgu, pozostającego w konspiracji, po zajęciu Lubelszczyzny przez wojska sowieckie. 28 lipca 1944, po decyzji zwierzchników złożenia broni przez oddziały, ppor. Dekutowski rozwiązał swoją kompanię i ukrywał się, wraz z podkomendnymi, w Puławach, Lublinie i Tarnobrzegu. W sierpniu 1944 ponownie zmobilizował swój oddział na pomoc walczącej Warszawie, ale po nieudanej próbie przekroczenia Wisły, rozformował go i nadal ukrywał się na dawnych akowskich kwaterach.

### W konspiracji antysowieckiej

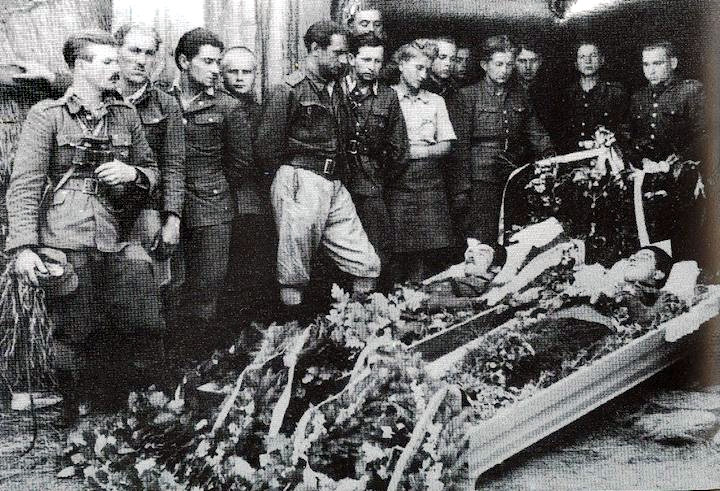
Pogrzeb żołnierzy z oddziału „Zapory” w 1946

W styczniu 1945 postanowił powrócić do konspiracji, tym razem skierowanej przeciwko komunistom i Sowietom. Jednym z głównych powodów było zamordowanie jego 4 byłych żołnierzy przez komendanta posterunku MO/UB w Chodlu, Abrama Taubera, który był Żydem uratowanym wcześniej przez Dekutowskiego od śmierci z rąk Niemców. W odwecie, w nocy z 5 na 6 lutego 1945, Hieronim Dekutowski rozbił ten posterunek. Po Chodlu nastąpiła odwetowa akcja UB. 7 lutego ubowcy otoczyli wieś Wały, w której – wedle doniesień aktywistów z PPR – stacjonował oddział „Zapory”. Dekutowski został ranny w nogę, lecz zdołał przedrzeć się przez obławę i przedostał się, z 40 partyzantami, za San. W akcie zemsty ubowcy podpalili w Skrzyńcu dom, w którym mieszkała żona jego zastępcy, Stanisława Wnuka ps. Opal. Po tym wydarzeniu nawiązał kontakt z Komendą Okręgu AK „Lublin”, po czym objął dowództwo nad grupą dywersyjną i zaczął przeprowadzać akcje zbrojne przeciwko funkcjonariuszom NKWD, UB i MO, którzy siali terror w okolicy. Szczególnym okrucieństwem wykazywały się posterunki MO w Kazimierzu Dolnym i UB w Puławach. Milicjanci aresztowali wielu podejrzanych o działalność konspiracyjną. Mienie aresztowanych było grabione, zabierano nawet inwentarz żywy i martwy. „Zapora”, decydując się pozostać w konspiracji, zrezygnował z założenia rodziny. Wiosną 1945 dowodził licznymi akcjami rozbijania posterunków MO i likwidacji funkcjonariuszy aparatu władzy. Od kwietnia do czerwca jego oddział, który liczył ponad 300 żołnierzy, w 9 grupach bojowych, dokonał słynnego rajdu, wykonując kilku brawurowych akcji, m.in.:
- 7 kwietnia wykonał akcję ekspriopracyjną w banku w Lublinie, zabierając ponad milion złotych; w czasie odwrotu stoczył walkę z grupą operacyjną UB, w której zginął naczelnik Sekcji I WUBP Antoni Kulbanowski.
- 26 kwietnia, wraz z oddziałami „Podkowy” i „Mata”, opanował Janów Lubelski; zdobył posterunek MO, wykonał wyrok śmierci na referencie UB, uwolnił kilkunastu więzionych z miejscowego więzienia, zarekwirował pieniądze ze wszystkich urzędów w mieście i zdobył 4 samochody ciężarowe,
- w maju opanował posterunek MO/UB w Bełżycach – uprowadził zastępcę komendanta oraz zdobył broń, amunicję i mundury,
- tego samego dnia przeprowadził podobną akcję w Urzędowie,
- 19 maja rozbił posterunek MO/UB w Kazimierzu Dolnym, zabijając 5 milicjantów i ubeków oraz kilku żołnierzy i 2 oficerów sowieckich.

Rajd zakończył się w czerwcu, kiedy doszło do walki z grupą operacyjną UB i NKWD; partyzanci wycofali się do lasu, pozostawiając zdobyte w Janowie Lubelskim samochody.
Rozkazem Dowództwa DSZ, z 1 czerwca 1945, Hieronim Dekutowski otrzymał awans na stopień majora i objął dowództwo nad wszystkimi oddziałami partyzanckimi w Inspektoracie „Lublin” DSZ. Latem tego roku, na rozkaz dowództwa, złożył broń i ujawnił większość swoich żołnierzy, ale, wobec znikomych gwarancji bezpieczeństwa, sam, wraz z kilkoma podkomendnymi, ukrył się w rodzinnych stronach. W październiku dwukrotnie próbował przedostać się na Zachód przez zieloną granicę; raz jego grupa została rozbita przez UB pod Świętym Krzyżem w Górach Świętokrzyskich, za drugim razem dotarł nawet do ambasady amerykańskiej w czeskiej Pradze, ale, po aresztowaniu pozostałych członków grupy przez Czechów, wrócił do kraju, wraz z grupą repatriantów, i organizował pomoc dla uwięzionych. Jesienią 1945 został dowódcą dywersji i komendantem oddziałów partyzanckich na terenie Inspektoratu WiN „Lublin”. Na przełomie lat 1945 i 1946 przeprowadził wiele akcji dywersyjnych i samoobrony w województwie lubelskim, rzeszowskim i kieleckim, w których, według oficjalnych wyliczeń, zginęło ponad 400 żołnierzy LWP (głównie KBW), ubeków i milicjantów, a także czerwonoarmistów. Scalił także kilka dzikich grup. Rozbudował swoją siatkę od Lubartowskiego na północy do Tarnobrzeskiego na południu i od Zamojszczyzny po wschodnią Kielecczyznę. Pomoc „Zaporczykom” niósł klasztor w Radecznicy, gdzie odbywały się również narady partyzanckich dowódców. Hieronim Dekutowski prowadził także akcje przeciwko tzw. moskwom, czyli wsiom silnie popierającym władzę komunistyczną. Najsłynniejsza była pacyfikacja wsi Moniaki, 24 września 1946, w wyniku której spłonęło 29 zagród, a 40 zwolenników komunistów ukarano chłostą. Latem i jesienią 1946, po nasileniu działań grup pościgowych KBW i UB, został zmuszony do wzmożenia działań zbrojnych. Po wyborach w styczniu 1947 do Sejmu Ustawodawczego i ogłoszeniu w lutym amnestii, rozformował i ujawnił oddziały „Jadzinka”, „Samotnego” i „Rysia”. Jednak wkrótce zaprzestał tego, gdyż wielu jego żołnierzy zostało jednak aresztowanych. Wraz ze swoim zwierzchnikiem, Władysławem Siłą-Nowickim ps. Stefan, prowadził pertraktacje z wysokimi funkcjonariuszami MBP (m.in. z płk. Józefem Czaplickim, dyrektorem Departamentu III ds. walki z bandytyzmem, ze względu na swoją nienawiść do akowców nazywanym „Akowerem”, i płk. Janem Tatajem, szefem WUBP w Lublinie), dotyczące warunków ujawniania się oddziałów (m.in. za cenę zwolnienia aresztowanych żołnierzy AK-WiN).
Historyk Artur Bata w publikacji pt. Bieszczady w ogniu z 1987, zarzucił Hieronimowi Dekutowskiemu współdziałanie z resztkami sotni „Daniliw” Ukraińskiej Powstańczej Armii (UPA) podczas ataku na wsie Janówka i Holeszów w powiecie włodawskim.
W lutym 1947 formalnie zaprzestał prowadzenia akcji zbrojnych, które od pewnego czasu ograniczały się tylko do zaopatrywania oddziału i samoobrony. 22 czerwca 1947 ujawnił się, ale, zagrożony aresztowaniem, podjął, z kilkoma podkomendnymi, ponowną próbę przedostania się na Zachód. Wcześniej, 12 września 1947, wydał ostatni rozkaz, w którym przekazał dowództwo nad pozostałymi oddziałami kpt. Zdzisławowi Brońskiemu ps. Uskok. W prywatnym liście do „Uskoka” napisał: „Ja dziś wyjeżdżam na angielską stronę – jestem umówiony z chłopakami co do kontaktów, jak będę po tamtej stronie. Stary – najważniejsze nie daj się nikomu wykiwać i bujać, jak tam wyjadę, załatwię nasze sprawy pierwszorzędnie – kontakt będziemy mieć i tak. Czołem, Hieronim”. Ludzie „Zapory”, docierając kolejno, w połowie września 1947, na punkt przerzutowy w Nysie na Opolszczyźnie, trafiali bezpośrednio w ręce katowickiego UB. Jednym z agentów, który doprowadził do aresztowania „Zapory” i jego ludzi, był jego zastępca, Stanisław Wnuk ps. Opal.
Hieronim Dekutowski wpadł 16 września. Został przewieziony do Powiatowego Urzędu Bezpieczeństwa Publicznego w Będzinie, w którym przebywał do 23 października 1947. Następnie trafił do centralnego więzienia MBP w Warszawie na Mokotowie. Od 19 września 1947 do 1 czerwca 1948 przechodził okrutne śledztwo.

### Śledztwo i śmierć

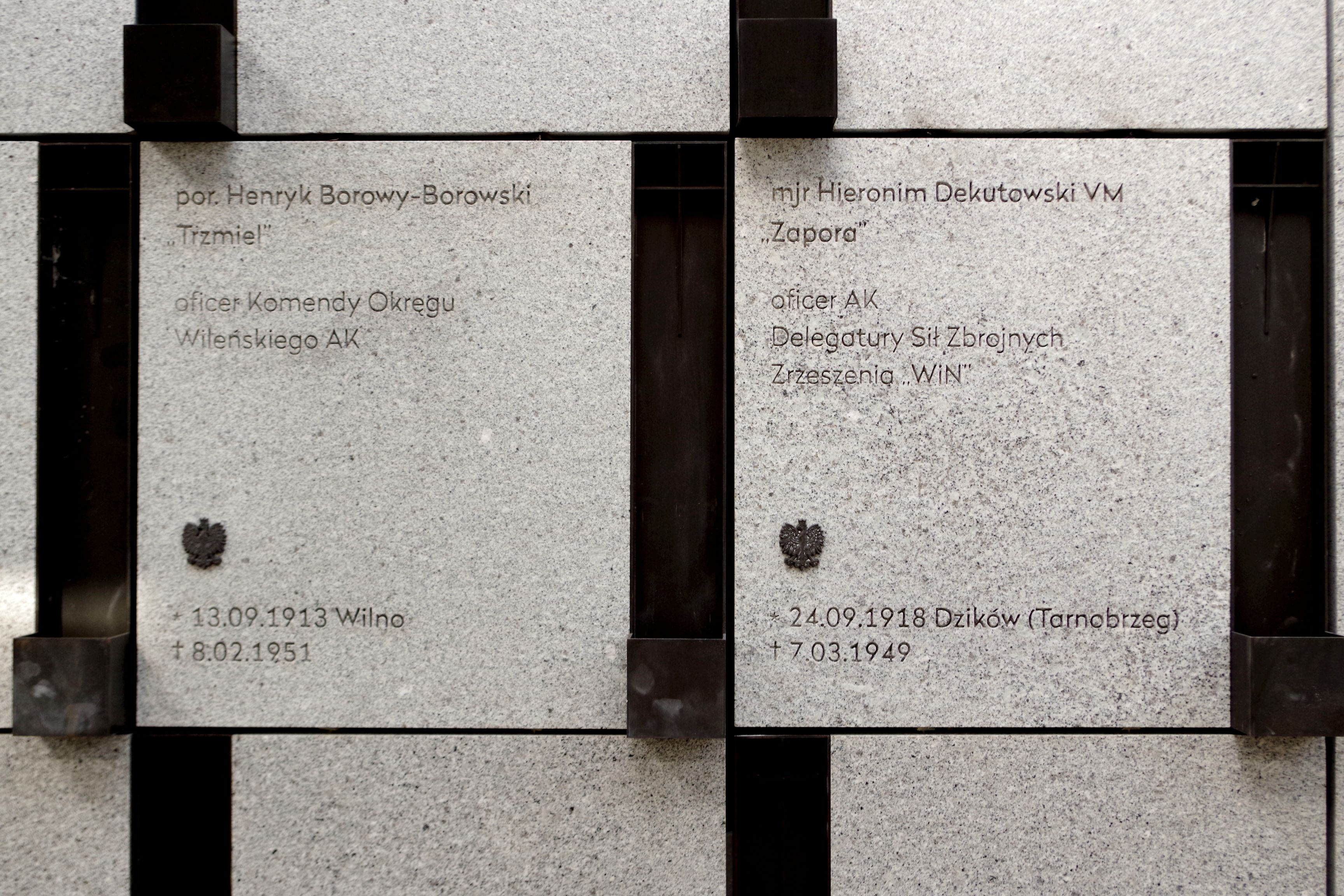
Groby por. Henryka Borowego-Borowskiego ps. „Trzmiel” i mjr Hieronima Dekutowskiego ps. Zapora w Panteonie – Mauzoleum Wyklętych-Niezłomnych na Cmentarzu Wojskowym na Powązkach w Warszawie.

Podczas niejawnej rozprawy, 3 listopada 1948, przed Wojskowym Sądem Rejonowym w Warszawie, oprócz mjr. Dekutowskiego, na ławie oskarżonych zasiedli jego podkomendni: kpt. Stanisław Łukasik ps. Ryś, por. Jerzy Miatkowski ps. Zawada – adiutant, por. Roman Groński ps. Żbik, por. Edmund Tudruj ps. Mundek, por. Tadeusz Pelak ps. Junak, por. Arkadiusz Wasilewski ps. Biały i ich polityczny przełożony Władysław Siła-Nowicki. Oskarżeni, z powodu obawy przed odbiciem, przebrani byli w mundury Wehrmachtu. W ostatnim słowie mjr Dekutowski nie prosił o najniższy wymiar kary, ale oświadczył, że decyzję pozostawia sądowi. 15 listopada skład orzekający, pod przewodnictwem sędziego Józefa Badeckiego, który wcześniej skazał na śmierć m.in. rtm. Witolda Pileckiego, skazał go na 7-krotną karę śmierci. Pozostali otrzymali podobne wyroki. Prośby o łaskę, napisane do prezydenta Bolesława Bieruta, przez Hieronima Dekutowskiego, jego matkę Marię Dekutowską i adwokata Stanisława Sobczyńskiego, zostały jednak odrzucone. „Zapora”, wraz z podwładnymi, trafił do celi dla „kaesowców”, gdzie przebywało wówczas ponad 100 osób. Na przełomie stycznia i lutego 1949 podjęli oni próbę ucieczki – postanowili wywiercić dziurę w suficie i przez strych dostać się na dach jednopiętrowych zabudowań gospodarczych, a stamtąd zjechać na powiązanych prześcieradłach i zeskoczyć na chodnik przy ulicy Rakowieckiej. Kiedy do zrealizowania planu zostało ledwie kilkanaście dni, jeden z więźniów kryminalnych uznał, że akcja jest zbyt ryzykowna i wsypał uciekinierów, licząc na złagodzenie wyroku. Hieronim Dekutowski i Władysław Siła-Nowicki trafili na kilka dni do karceru, gdzie siedzieli nago, skuci w kajdany. 7 marca 1949 wykonano na nim karę śmierci; stracono też 6 jego byłych podkomendnych. Za przeprowadzenie egzekucji odpowiedzialni byli: wiceprokurator Naczelnej Prokuratury Wojskowej major Stanisław Cypryszewski, naczelnik więzienia na Mokotowie kapitan Alojzy Grabicki, lekarz podpułkownik Marek Charbicz, ksiądz pułkownik Michał Zawadzki oraz dowódca plutonu egzekucyjnego starszy sierżant Piotr Śmietański. W chwili śmierci, pomimo tego, że miał tylko 30 lat, wyglądał jak starzec z siwymi włosami, wybitymi zębami, połamanymi rękami, nosem i żebrami oraz zerwanymi paznokciami. Jego ostatnie słowa brzmiały: „Przyjdzie zwycięstwo! Jeszcze Polska nie zginęła!”. Został pochowany w tajemnicy, w nieznanym przez lata miejscu.
Śledczy prowadzący sprawę Hieronima Dekutowskiego i towarzyszy od 19 września 1947 do 1 czerwca 1948
- porucznik Ludwik Borowski – oficer śledczy Naczelnej Prokuratury Wojskowej
- porucznik Eugeniusz Chimczak – oficer śledczy Ministerstwa Bezpieczeństwa Publicznego
- porucznik Jerzy Kędziora – oficer śledczy Ministerstwa Bezpieczeństwa Publicznego

| Data                 | Miejsce  | Przesłuchujący               |
| -------------------- | -------- | ---------------------------- |
| 20 września 1947     | Będzin   | porucznik Jerzy Kędziora     |
| 24 września 1947     | Będzin   | porucznik Jerzy Kędziora     |
| 26 września 1947     | Będzin   | porucznik Jerzy Kędziora     |
| 29 września 1947     | Będzin   | porucznik Jerzy Kędziora     |
| 3 października 1947  | Będzin   | porucznik Jerzy Kędziora     |
| 4 października 1947  | Będzin   | porucznik Jerzy Kędziora     |
| 10 października 1947 | Będzin   | porucznik Jerzy Kędziora     |
| 16 października 1947 | Będzin   | porucznik Jerzy Kędziora     |
| 17 października 1947 | Będzin   | porucznik Jerzy Kędziora     |
| 27 kwietnia 1948     | Warszawa | porucznik Ludwik Borowski    |
| 14 maja 1948         | Warszawa | porucznik Eugeniusz Chimczak |
| 15 maja 1948         | Warszawa | porucznik Eugeniusz Chimczak |

Uczestnicy procesu Hieronima Dekutowskiego i towarzyszy od 3 do 15 listopada 1948
- major Józef Badecki – przewodniczący składu sędziowskiego
- kapral Józef Kantecki – ławnik
- kapral Wacław Matusiewicz – ławnik
- plutonowy Kazimierz Obiada – ławnik
- kapral Ryszard Wasilewski – ławnik
- chorąży Wiktor Matusiak – protokolant
- kapitan Tadeusz Malik – oskarżyciel publiczny, prokurator
- Stanisław Sobczyński – obrońca Hieronima Dekutowskiego
- Aleksander Soroka – obrońca Romana Grońskiego, Jerzego Miatkowskiego i Edmunda Tudruja
- Józefa Stillerowa – obrońca Tadeusza Pelaka i Władysława Siły-Nowickiego
- Władysław Szymaszek – obrońca Stanisława Łukasika i Arkadiusza Wasilewskiego
- Hieronim Dekutowski – oskarżony i skazany na karę śmierci
- Roman Groński – oskarżony i skazany na karę śmierci
- Stanisław Łukasik – oskarżony i skazany na karę śmierci
- Jerzy Miatkowski – oskarżony i skazany na karę śmierci
- Tadeusz Pelak – oskarżony i skazany na karę śmierci
- Władysław Siła-Nowicki – oskarżony i skazany na karę śmierci
- Edmund Tudruj – oskarżony i skazany na karę śmierci
- Arkadiusz Wasilewski – oskarżony i skazany na karę śmierci

Autorzy próśb o łaskę złożonych w sprawie Hieronima Dekutowskiego
- Hieronim Dekutowski – napisał prośby 17 i 18 listopada 1948
- Maria Dekutowska – napisała prośbę 22 listopada 1948
- Stanisław Sobczyński – napisał prośbę 22 listopada 1948

Skład rozpatrujący sprawę Hieronima Dekutowskiego i towarzyszy w Najwyższym Sądzie Wojskowym 4 lutego 1949
- podpułkownik Józef Dziowgo – przewodniczący składu sędziowskiego
- podpułkownik Alfred Janowski – sędzia sprawozdawca
- podpułkownik Józef Warecki – sędzia
- porucznik Jerzy Kwiatkowski – protokolant
- kapitan Tadeusz Malik – wiceprokurator Naczelnej Prokuratury Wojskowej

Rozstrzelani 7 marca 1949 roku
- Hieronim Dekutowski – 19:00
- Stanisław Łukasik – 19:05
- Roman Groński – 19:10
- Edmund Tudruj – 19:15
- Tadeusz Pelak – 19:20
- Arkadiusz Wasilewski – 19:25
- Jerzy Miatkowski – 19:30

Obecni przy wykonaniu wyroków śmierci 7 marca 1949 roku
- major Stanisław Cypryszewski – wiceprokurator Naczelnej Prokuratury Wojskowej
- kapitan Alojzy Grabicki – naczelnik więzienia na Mokotowie
- podpułkownik Marek Charbicz – lekarz
- pułkownik Michał Zawadzki – ksiądz
- starszy sierżant Piotr Śmietański – dowódca plutonu egzekucyjnego

## Życie prywatne
Hieronim Dekutowski był zaręczony ze studentką medycyny Teresą Partyką-Gaj, sanitariuszką AK i łączniczką oddziałów WiN, z którą zerwał zaręczyny po podjęciu decyzji o powrocie do konspiracji.

## Postać „Zapory” w późniejszych czasach
W okresie PRL nie pisano o nim w pozytywnym kontekście, nawet w przededniu załamania się systemu komunistycznego w Polsce. W marcu 1989, na dwa miesiące przed wyborami do sejmu kontraktowego, w 40. rocznicę stracenia „Zapory”, gdy w kościele ojców Dominikanów w Tarnobrzegu odsłonięto pierwszą tablicę poświęconą majorowi, szczególnie krytyczny artykuł pt. „Zapora. Dziennik znaleziony na pobojowisku” zamieścił w „Kurierze Lubelskim” dziennikarz Adam Sikorski.
W 1988 Rząd RP na uchodźstwie awansował pośmiertnie mjr. Dekutowskiego na stopień pułkownika. 23 maja 1994 Sąd Wojewódzki w Warszawie, unieważniając wyroki śmierci jego i jego towarzyszy, w uzasadnieniu napisał m.in.: żołnierze AK działający później w organizacji WiN byli zmuszeni do przeciwstawienia się zbrojnej masowej eksterminacji, poprzez walkę zarówno z oddziałami NKWD, jak i wspierającymi je formacjami polskimi, tj. milicją, UB i tzw. Wojskami Wewnętrznymi. Była to walka potrzebna i celowa, polegająca na odbijaniu jeńców lub zapobieganiu morderstwom i aresztowaniom. Sąd Najwyższy określa to obecnie w swoim orzecznictwie jako „prawo do zbiorowej obrony koniecznej”. Nie ulega wątpliwości, że właśnie taki charakter miały działania zbrojne oddziału „Zapory”.
1 listopada 1990 na Cmentarzu Wojskowym na Powązkach w Warszawie, na terenie Kwatery na Łączce odsłonięto, powstały z inicjatywy Społecznego Komitetu budowy pomnika, monument upamiętniający imiennie 241 ofiar komunistycznych mordów z okresu 1944–1956, wśród nich Hieronima Dekutowskiego.
Symboliczne mogiły mjr. Dekutowskiego znajdują się w Lublinie, na cmentarzu wojskowym przy ulicy Białej, i Tarnobrzegu. Grób symboliczny znajduje się także na Cmentarzu Wojskowym na Powązkach w Warszawie w Kwaterze „Na Łączce”.
Ponadto w Lublinie znajdują się dwa pomniki postawione ku czci „Zapory” i żołnierzy z jego zgrupowania. 11 listopada 2009, z inicjatywy Klubu Gazety Polskiej, w Tarnobrzegu odsłonięto pomnik mjr. Dekutowskiego. Patronat nad uroczystością objął prezydent RP Lech Kaczyński. Autorem pomnika jest artysta rzeźbiarz Giennadij Jerszow.
Na wydanej w roku 2009 płycie Myśmy rebelianci. Piosenki żołnierzy wyklętych punkrockowej grupy De Press znalazła się piosenka Marsz oddziału Zapory.
Postać Hieronima Dekutowskiego została ustanowiona patronem m.in. placówek edukacyjnych oraz ulic.
- Liceum Ogólnokształcące nr 29 w Lublinie imienia cichociemnego majora Hieronima Dekutowskiego ps. Zapora; przed budynkiem szkoły przy ulicy Lipowej ustanowiono pomnik honorujący majora i jego podkomendnych[7]
- Ulica Hieronima Dekutowskiego w Lublinie
- Ulica Hieronima Dekutowskiego w Tarnobrzegu
- Ulica Hieronima Dekutowskiego „Zapory” w Kraśniku
- Ulica majora Hieronima Dekutowskiego „Zapory” w Nysie
- Ulica majora „Zapory” w Chodlu
- Rondo im. cichociemnego mjra „Zapory” w Bełżycach
- 3 Niedrzwicka Drużyna Harcerzy „TROP” im.Zgrupowania Oddziałów Zapory
- 1 Drużyna FIA „ZAPORA”[8]
- 63 Gdyńska Drużyna Harcerzy im. Hieronima Dekutowskiego

W 2016 roku odbyła się premiera filmu dokumentalnego Zapora w reżyserii Konrada Starczewskiego. Film jest zapisem wspomnień podkomendnych mjr. „Zapory”, jego kolegów oraz przyjaciół i członków rodziny. Poza wypowiedziami ukazane są fotografie, dokumenty i animacje przedstawiające najważniejsze akcje „Zaporczyków”.
1 marca 2017 roku, w ramach obchodów Narodowego Dnia Pamięci „Żołnierzy Wyklętych”, Minister Obrony Narodowej Antoni Macierewicz nadał 2 Lubelskiej Brygadzie Obrony Terytorialnej imię majora Hieronima Dekutowskiego ps. Zapora.
W 2018 r. Narodowy Bank Polski wydał upamiętniającą Dekutowskiego srebrną monetę kolekcjonerską o nominale 10 złotych należącą do serii „Wyklęci przez komunistów żołnierze niezłomni”.
Jego sylwetkę umieszczono też na odsłoniętym w 2022 roku pomniku Żołnierzy Wyklętych Niezłomnych w Mielcu.
17 marca 2024 w Bełżycach w województwie lubelskim uroczyście odsłonięto pomnik majora Hieronima Dekutowskiego "Zapory''.
Wizerunek Dekutowskiego znalazł się na wydanym w 2024 r. przez Pocztę Polską z okazji Narodowego Dnia Pamięci „Żołnierzy Wyklętych”  znaczku pocztowym o nominale 3,90 zł i nakładzie 120 tys. sztuk.

## Poszukiwania grobu, ekshumacja, identyfikacja

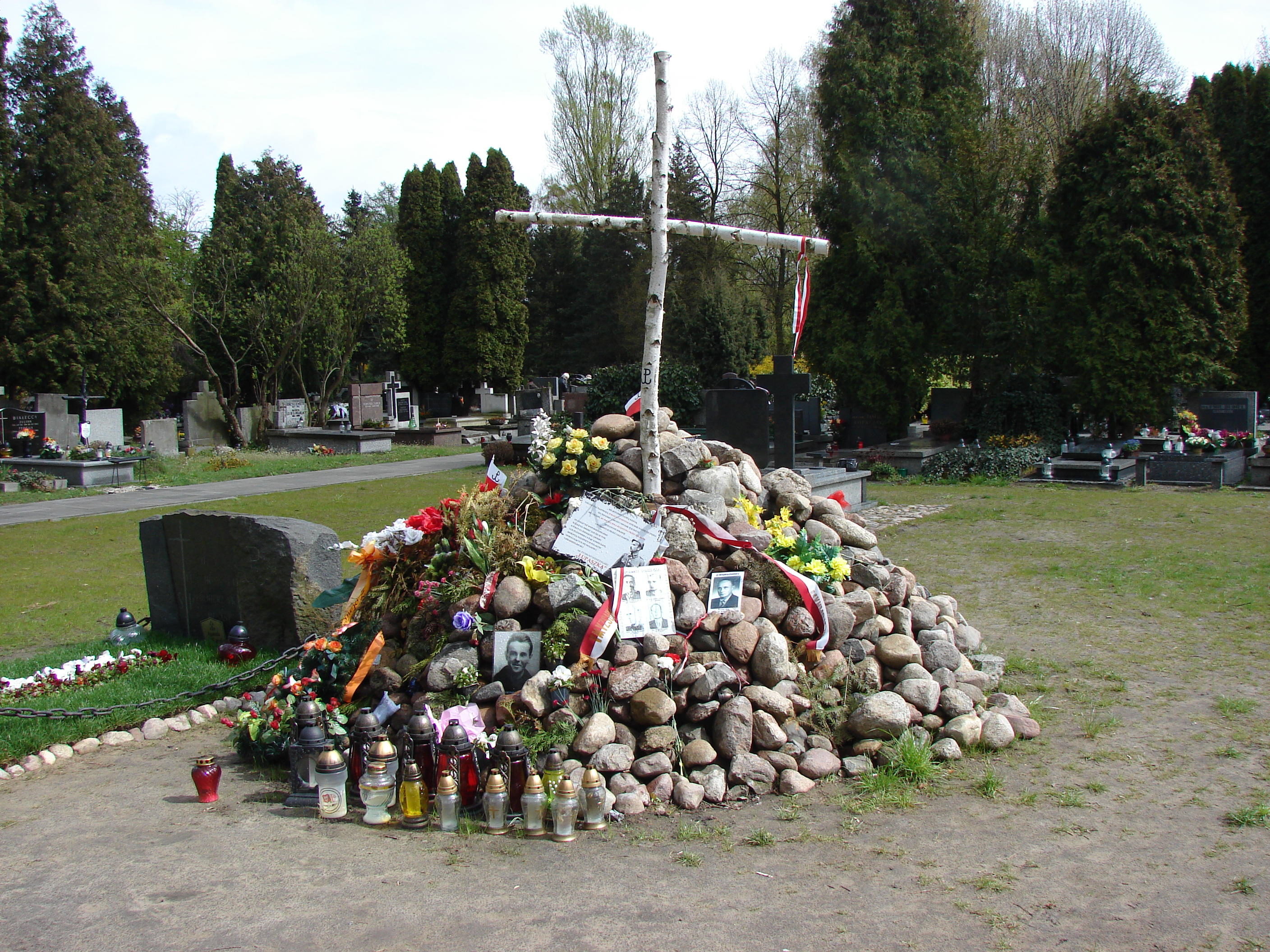
Tymczasowe miejsce pamięci w Kwaterze na Łączce

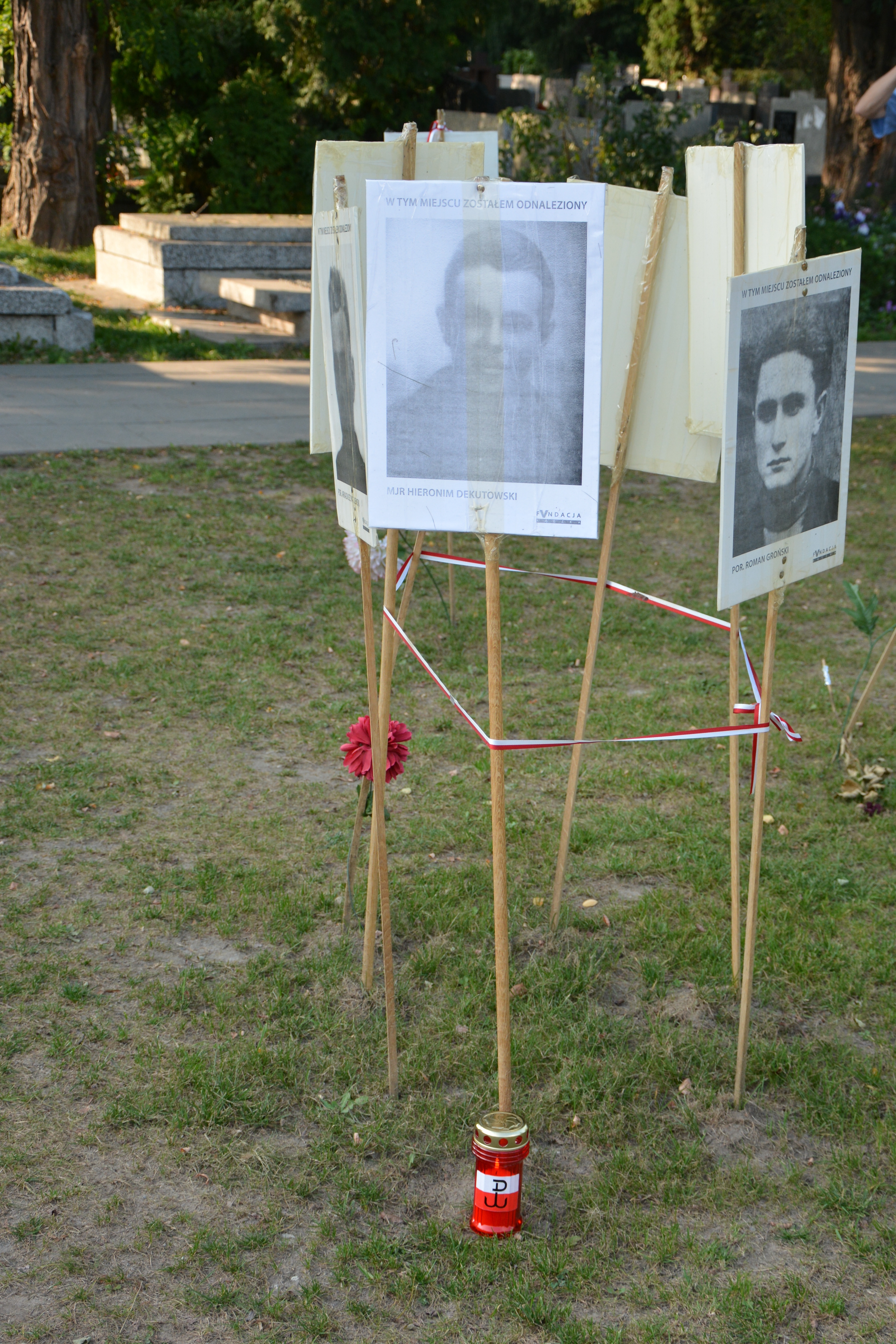
Miejsce odnalezienia szczątków mjr. Hieronima Dekutowskiego „Zapory” w Kwaterze Ł

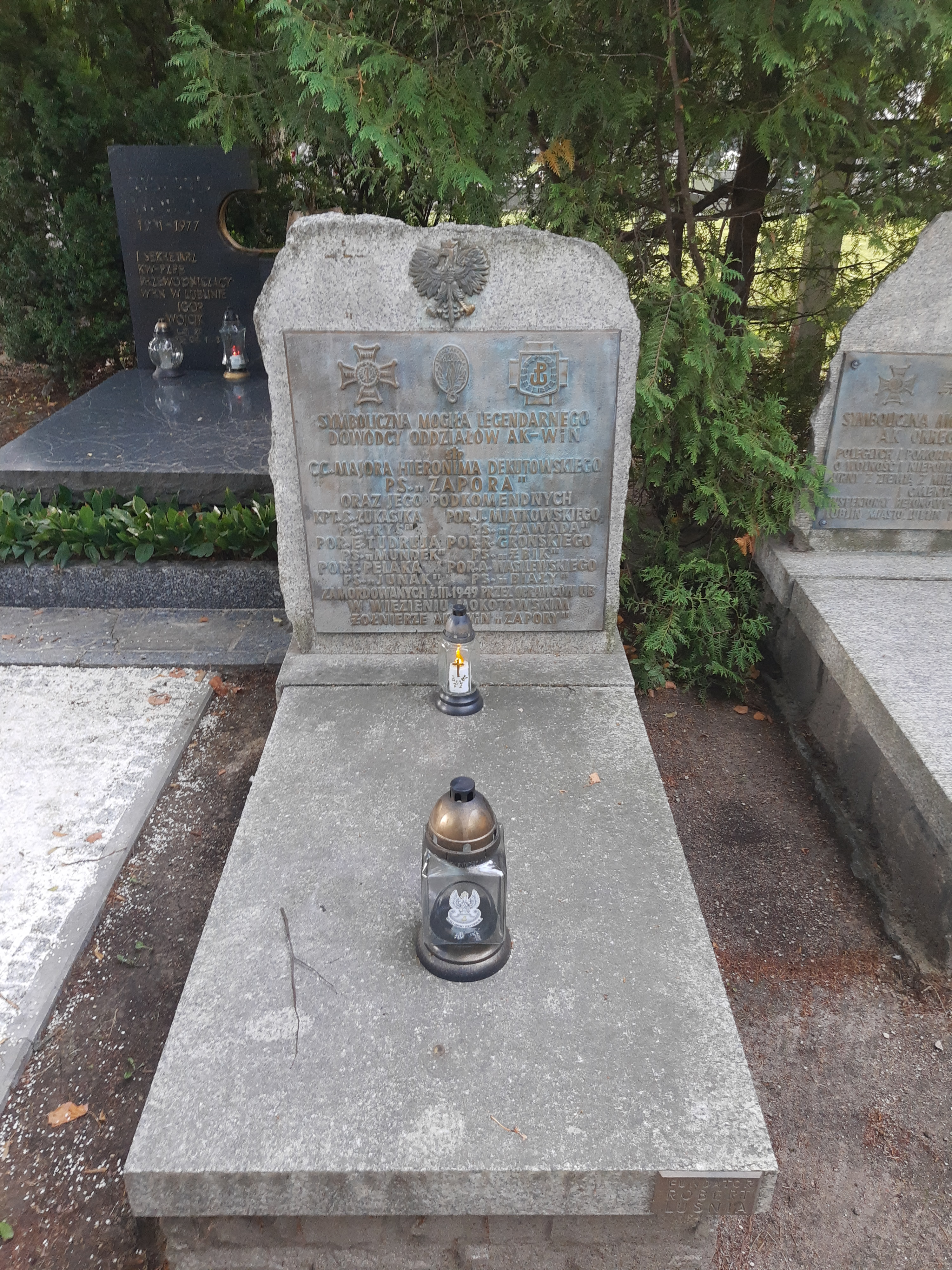
Grób symboliczny mjra Hieronima Dekutowskiego na cmentarzu przy ulicy Lipowej w Lublinie

Trwające kilkadziesiąt lat poszukiwania miejsca spoczynku ofiary komunistycznego mordu zostały uwieńczone sukcesem. Latem 2012 r. badacze Instytutu Pamięci Narodowej działający pod kierunkiem prof. Krzysztofa Szwagrzyka odkryli i zabezpieczyli jego szczątki podczas prac ekshumacyjnych na terenie Kwatery na Łączce, na warszawskich Powązkach. Identyfikacji dokonali specjaliści z Pomorskiego Uniwersytetu Medycznego w ramach Polskiej Bazy Genetycznej Ofiar Totalitaryzmów. IPN oficjalnie poinformował o tym podczas konferencji prasowej 22 sierpnia 2013 r.
| Imię i nazwisko      | Data podania informacji o odnalezieniu ciała |
| -------------------- | -------------------------------------------- |
| Stanisław Łukasik    | 6 grudnia 2012 roku                          |
| Tadeusz Pelak        | 20 lutego 2013 roku                          |
| Hieronim Dekutowski  | 22 sierpnia 2013 roku                        |
| Roman Groński        | 28 lutego 2014 roku                          |
| Jerzy Miatkowski     | 28 lutego 2014 roku                          |
| Edmund Tudruj        | 28 lutego 2014 roku                          |
| Arkadiusz Wasilewski | 28 lutego 2014 roku                          |

## Awanse
- starszy strzelec – kwiecień 1940
- kapral podchorąży – 4 marca 1943
- podporucznik – 30 października 1943
- major – 1 czerwca 1945 (z pominięciem stopnia porucznika i kapitana)
- pułkownik – 1988, pośmiertnie (władze RP w Londynie)

## Ordery i odznaczenia
- Krzyż Srebrny Orderu Wojennego Virtuti Militari – 1964, pośmiertnie
- Krzyż Wielki Orderu Odrodzenia Polski – pośmiertnie, postanowieniem prezydenta Lecha Kaczyńskiego z 15 listopada 2007 „za wybitne zasługi dla niepodległości Rzeczypospolitej Polskiej”[16], w 59. rocznicę skazania go wraz z sześcioma innymi „żołnierzami wyklętymi” przez Wojskowy Sąd Rejonowy w Warszawie na karę śmierci[17]
- Krzyż Walecznych – 1945
- Medal Wojska za Wojnę 1939–1945 (czterokrotnie) – 1946[18]
- Znak 8 Pułku Piechoty Legionów 1988, pośmiertnie[18]
- Medal Niepodległości – 1989, pośmiertnie[18]
- Krzyż Armii Krajowej – 1990, pośmiertnie[18]
- Sigillum Civis Virtuti – 1996, pośmiertnie[18]